# Barbona
Barbona est une commune italienne de moins de 1 000 habitants située dans la province de Padoue, dans la région Vénétie, dans le Nord-Ouest de l'Italie.

## Administration
| Période                                  | Période | Identité | Étiquette | Qualité |
| ---------------------------------------- | ------- | -------- | --------- | ------- |
|                                          |         |          |           |         |
| Les données manquantes sont à compléter. |         |          |           |         |

### Hameaux
Lusia, à ne pas confondre avec la commune homonyme située dans la province de Rovigo. Les deux localités sont d'ailleurs limitrophes et séparées seulement par le cours du fleuve Adige. C'est dans ce hameau que se situe la mairie, ainsi que le seul pont de la commune permettant d'atteindre la commune voisine de Lusia en traversant l'Adige.

### Communes limitrophes
Lusia, Rovigo, Sant'Urbano, Vescovana.